# 마키노 미치코
마키노 미치코(일본어: 牧野 美千子, 1964년 10월 3일 ~ )는 일본 사이타마현 출신의 여배우였다.
현재 스와 미치코(일본어: 諏訪 美千子)라는 이름을 사용하고 있으며, 일본 도쿄 쓰키지 시장의 한 생선 가게를 운영하고 있다.

## 출연 작품

### TV 프로그램
- 초전자 바이오맨 - 카츠라기 히카루, 핑크 파이브(음성)

### 영화
- 초전자 바이오맨 극장판 - 카츠라기 히카루, 핑크 파이브(음성)

## 같이 보기
- 하기와라 사요코